# Michelská madona
Michelská madona je práce neznámého řezbáře, zvaného Mistr Michelské madony, který působil pravděpodobně v Brně či v Praze ve 2. třetině 14. století. Název sochy, dovezené z Brna (1856), se vztahuje k nepůvodnímu umístění ve farním kostele v Michli, odkud ji zakoupila Národní galerie v Praze.

## Popis a zařazení
Socha Michelské madony, vysoká 120 cm, je vyřezána z hruškového dřeva a nese stopy polychromie. Je to nejvýznamnější ukázka lineárně rytmického slohu řezbářství ze druhé čtvrtiny 14. století v českých zemích. Jsou pro něj charakteristické drapérie těsně přiléhající k válcovitému trupu v nízkých prohnutých řasách, které mají dekorativně-kresebný ráz, podobně jako loktuše a pramínky vlasů. U figury Madony v kontrapostu je zřetelně rozlišena stojící a volná noha. Dítě spočívá na vysunutém pravém boku, kam se vertikálně i horizontálně sbíhají záhyby šatu a opticky zdůrazňují spojení mezi matkou a dítětem. Nižší posazení dítěte umožnilo větší sklon hlavy matky a větší uzavřenost sochařské kompozice. Ruce malého Ježíše se nezachovaly, ale je zřejmé, že žehná a je proto obrácen nikoliv k matce, ale k věřícím.
Tvarová koncepce Michelské madony má blízko k lineárnímu slohu francouzského kamenného sochařství 1. třetiny 14. století (sochy pěti apoštolů z kostela St. Jacques-aux-Pèlerins, náhrobní plastiky francouzských králů v St. Denis), který našemu prostředí mohlo zprostředkovat Porýní. Typickými rysy soch této slohové vrstvy je tvarová stylizace a schematické husté lineární řasení drapérie u stojících i ležících postav. Nápadné jsou přesně viděné a reprodukované věcné detaily a dekorativní bohatství. Také dřevěné sochy z okruhu Michelské madony byly původně kryty polychromií, zlacením a puncováním.
Dobře rozeznatelný abstrahující styl dílny Mistra Michelské madony postupně vstřebával podněty soudobé deskové malby, která byla více orientována na italské vzory (Hlava Michelské madony je nápadně podobná Madoně z Veveří). Projevil se větším důrazem na hmotný objem postav a realistické ztvárnění detailů. Ze stejné dílny pocházejí další moravské sochy (Madona z Velkého Meziříčí, malý Apoštol z Veverské Bítýšky, Znojemská madona, Madona prostějovská, ad.). Pozdní díla, připisovaná dílně Mistra Michelské madony, již předznamenávají vyvázání z lineárního formalismu, provázené úsilím o konkrétní tvar a větší přirozenost.